# Tetra-ethylgermanium
Tetra-ethylgermanium of TEG is een organogermaniumverbinding met als brutoformule C8H20Ge. De zuivere stof komt voor als een kleurloze vloeistof.

## Synthese
Tetra-ethylgermanium was de allereerste organogermaniumverbinding die werd gesynthetiseerd. Ze werd in 1887 bereid door de Duitse scheikundige Clemens Winkler door reactie tussen germaniumtetrachloride met di-ethylzink:
{\displaystyle {\ce {GeCl4 + 2(C2H5)2Zn -> (C2H5)4Ge + 2ZnCl2}}}

## Toepassingen
Tetra-ethylgermanium wordt gebruikt bij de afzetting van germanium op oppervlakken door middel van chemical vapor deposition (CVD).